# Gabi Geist
Gabi Geist (* 1953 in Röttingen, Unterfranken) ist eine deutsche Schauspielerin. 

## Leben
Gabi Geist wuchs in Franken in der Nähe von Würzburg auf. Sie wurde zweifache Mutter und widmete sich zunächst ihrer Familie, bevor sie sich der Schauspielerei zuwandte.
Ab 1980 arbeitete sie dann als Schauspielerin. Sie wirkte zunächst hauptsächlich in Kino- und TV-Produktionen mit, wobei sie eng mit Herbert Achternbusch zusammenarbeitete, bei dem sie in insgesamt 16 Filmen mitspielte. Seit 1982 ist Gabi Geist auch als Theaterschauspielerin aktiv. Ab 1986 war sie an den Münchner Kammerspielen engagiert, wo sie mit Regisseuren wie Dieter Dorn, Hans Lietzau, Anselm Weber und Jens Daniel Herzog zusammenarbeitete. 1996 spielte sie dort gemeinsam mit  Bruno Ganz in der Uraufführung von Botho Strauss’ Ithaka, womit sie 1997 auch bei den Mülheimer Theatertagen gastierte.
Geist trat auch am TamS-Theater (1994), am Freien Theater Bozen (1996) und am Münchner Akademietheater (1998) auf. Ab 2000 wirkte sie in mehreren Produktionen beim „Theater Fisch & Plastik“ unter der Regie von Eos Schopohl mit.
2002 wechselte sie gemeinsam mit Dieter Dorn an das Residenztheater München, wo sie in der Folgezeit bis 2011 u. a. in Inszenierungen von Franz Xaver Kroetz, Dieter Dorn, Thomas Langhoff, Elmar Goerden, Tina Lanik und Enrico Lübbe spielte. 2007 spielte sie in einer Produktion des „Theaters Fisch & Plastik“ den Monolog der Marie in einer Bühnenfassung von Bodo Kirchhoffs Mein letzter Film. 2010 spielte sie am Residenztheater München in Rose Bernd die Rolle der alten Golischen. 2011 trat sie dort in Dieter Dorns Kleist-Inszenierung Das Käthchen von Heilbronn auf.
2011 gastierte sie bei den Tiroler Volksschauspielen in Telfs unter der Regie von Guntram Brattia. In der Spielzeit 2014/15 war sie festes Ensemblemitglied am Theater Konstanz. In der Spielzeit 2015/16 gastierte sie dort als Erna in Die Präsidentinnen von Werner Schwab. In der Spielzeit 2018/19 trat sie am Stadttheater Fürth als Frau Hollunder in Liliom auf. 2019 spielte sie am Münchner TamS-Theater die Rolle der „Dame Gänseblümchen“ in der Uraufführung des Theaterstücks Der letzte Dreck – Ein Königsdrama von Beate Faßnacht.
Geist wirkte in über 40 Film- und Fernsehproduktionen mit. Nach ihren Kinoauftritten in den 1980er Jahren arbeitete Geist seit den Neunziger Jahren regelmäßig auch für das Fernsehen, u. a. unter der Regie von Gabriela Zerhau, Matti Geschonneck, Markus Bräutigam, Michael Keusch, Max Färberböck und Johannes Fabrick. Gabi Geist wurde dabei häufig in prägnanten Nebenrollen als Verkäuferin, Nachbarin, Mutter, Tante o. Ä. eingesetzt, bei denen u. a. Ulrike Kriener, Marianne Sägebrecht, Kristian Kiehling, Tilo Prückner, Marcus Mittermeier und Fred Stillkrauth ihre Partner waren. In der 20. Staffel der ZDF-Krimiserie Die Rosenheim-Cops (2020) übernahm sie eine der Episodenrollen als enge Freundin und Reisegefährtin einer erschlagenen 75-jährigen Rentnerin.
Gabi Geist lebt in München.

## Filmografie (Auswahl)
- 1981: Der Neger Erwin (Kinofilm)
- 1981: Das letzte Loch (Kinofilm)
- 1982: Das Gespenst (Kinofilm)
- 1986: Heilt Hitler! (Kinofilm)
- 1988: Faust – Vom Himmel durch die Welt zur Hölle (Theaterverfilmung)
- 1989: Mixwix (Kinofilm)
- 1997: Der Neffe (Fernsehfilm)
- 1998: Der Bulle von Tölz: Berg der Begierden (Fernsehserie, eine Folge)
- 1999: Ganz unten, ganz oben (Fernsehfilm)
- 2005: Scharf wie Chili (Fernsehfilm)
- 2007: Toni Goldwascher (Kinofilm)
- 2010: Morgen das Leben (Kinofilm)
- 2010: Die Hebamme – Auf Leben und Tod (Fernsehfilm)
- 2011: Dreiviertelmond (Kinofilm)
- 2012: Ein Sommer in Schottland (Fernsehfilm)
- 2013: Paradies 505. Ein Niederbayernkrimi (Fernsehfilm)
- 2013: Tödliche Versuchung (Fernsehfilm)
- 2014; 2016: Hubert und Staller (Fernsehserie, zwei Folgen)
- 2017: Die Rosenheim-Cops: Der Star ist tot (Fernsehserie, eine Folge)
- 2020: Frühling – Keine Angst vorm Leben (Fernsehreihe)
- 2020: Die Rosenheim-Cops: Im Namen der Familie (Fernsehserie, eine Folge)
- 2022: Sturm der Liebe (Fernsehserie)